# Langer Tag der Stadtnatur

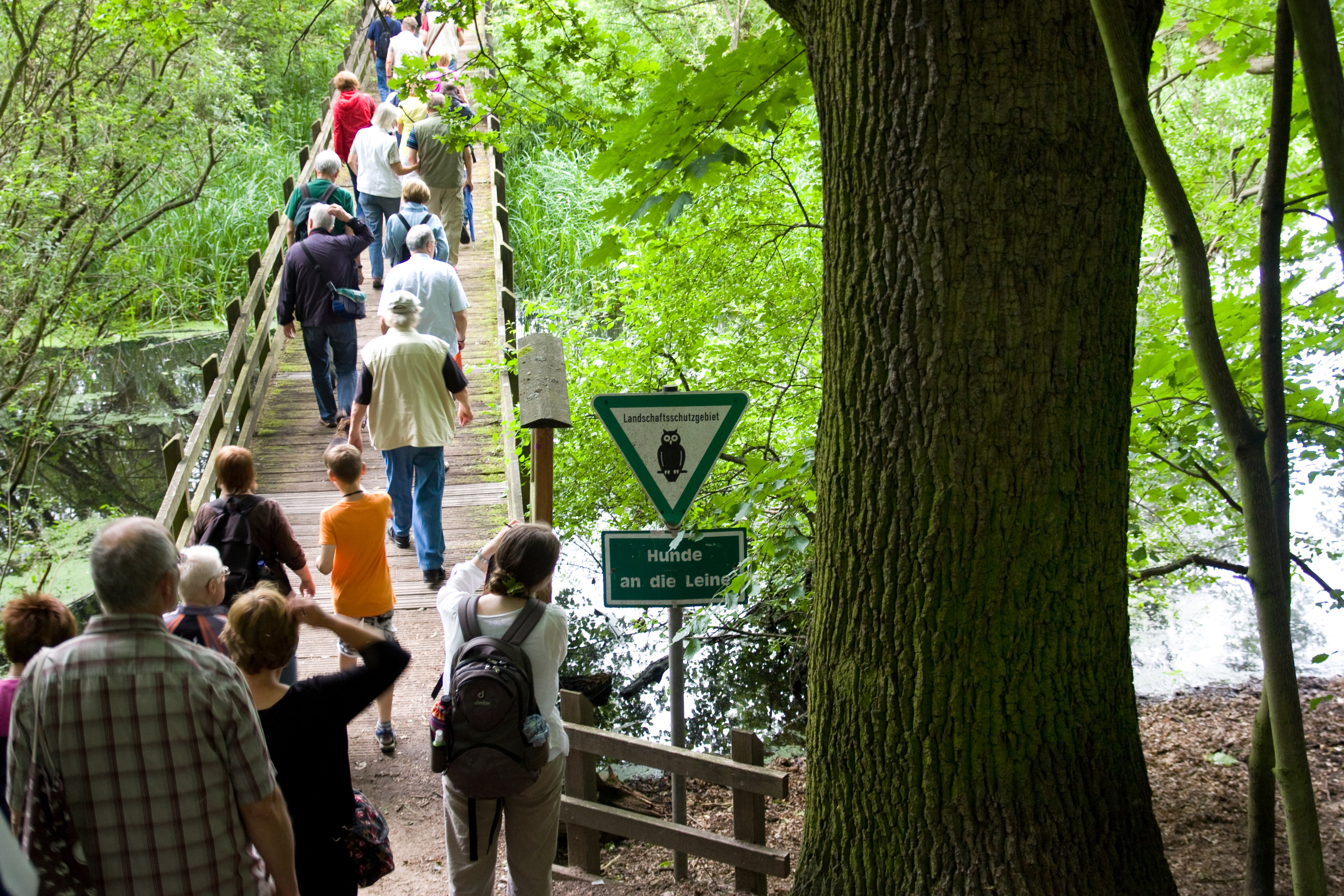
Naturführung beim Langen Tag der Stadtnatur in Berlin-Tiefwerder (2013)

Der Lange Tag der Stadtnatur (Eigenschreibweise: Langer Tag der StadtNatur) ist ein Veranstaltungsformat der Umweltbildung, um das Thema urbane Natur in den Fokus einer breiten Öffentlichkeit zu rücken. Ziel ist es, eine möglichst große Zahl von Besuchern durch unmittelbare Erlebnisse für die Natur in ihrer Nachbarschaft zu begeistern.
Ein Langer Tag der Stadtnatur wurde erstmals 2007 von der Stiftung Naturschutz Berlin organisiert und findet dort jährlich statt. Das in Anlehnung an das Format der  Langen Nacht der Museen entwickelte Naturfestival versteht sich als ein Beitrag des Landes Berlin zur Erhaltung der biologischen Vielfalt entsprechend den Zielen der Konferenz der Vereinten Nationen über Umwelt und Entwicklung von 1992. Der Projektaufbau wurde mit Mitteln des Senats von Berlin und der Deutschen Bundesstiftung Umwelt gefördert.
Der Berliner Lange Tag der Stadtnatur findet in der Regel an einem Wochenende im Juni statt und dauert etwa 28 Stunden. Mit jährlich etwa 500 Einzelveranstaltungen und 25.000 Teilnehmern hat sich das Event zur stadtweit größten Veranstaltung im Bereich Naturschutz entwickelt. Zum Angebot gehören beispielsweise naturkundliche Führungen durch Berliner Wälder, Parks und grüne Hinterhöfe, Fahrrad- und Kanutouren, Workshops zum Urban Gardening und andere Mitmachaktionen.
Dem Berliner Vorbild sind andere Städte gefolgt, haben das Format jedoch auf ihre Bedürfnisse und regionalen Besonderheiten angepasst. So veranstaltet Nürnberg seit 2010 einen Langen Tag der Stadtnatur und 2011 kamen Kiel, Hamburg, Dessau-Roßlau und Erlangen hinzu. Es folgten 2012 Görlitz und Augsburg, 2013 Bochum, 2014 Bremen. 2015 Dresden, 2016 Zürich und 2017 Wolfsburg, 2022 Halle/Saale. Meist ist die Stadtverwaltung Veranstalter des Langen Tags der Stadtnatur, in Hamburg organisiert die Loki Schmidt Stiftung das Event.
Ähnliche Veranstaltungen finden auch in anderen Städten statt. Dort gibt es beispielsweise Formate wie den Langen Tag der Artenvielfalt, der jedoch ein teilweise anderes Konzept verfolgt.